# The Last Will And Testament
The Last Will and Testament es el decimocuarto álbum de estudio de la banda sueca de metal progresivo Opeth. El álbum estaba originalmente programado para ser lanzado el 11 de octubre de 2024 a través de Reigning Phoenix Music, pero fue pospuesto hasta el 22 de noviembre de 2024 debido a retrasos en la fabricación. Es el primer álbum de estudio de la banda desde In Cauda Venenum (2019), y el primer lanzamiento con el baterista Waltteri Väyrynen, quien reemplazó oficialmente a Martin Axenrot después de su partida en 2022. También marca el regreso de elementos del death metal, como los growls no utilizados desde Watershed (2008). Además de ser el primer álbum conceptual de la banda desde Still Life (1999).

## Concepto
Es un álbum conceptual situado en la era posterior a la Primera Guerra Mundial, que cuenta la historia de un recién fallecido patriarca rico y conservador (cuya esposa es infértil), y cada canción del álbum narra un párrafo de su testamento, desvelando poco a poco toda clase de secretos familiares que ocultaba detrás de su imagen de prestigio.
Casi todas las canciones del álbum comienzan con un símbolo de sección (§) y un número del 1 al 7 al lado de su título, exceptuando la canción de cierre "A Story Never Told"; esto fue explicado por el líder Mikael Åkerfeldt:

Las letras son como una lectura del testamento. Por eso las canciones no tienen título, sólo el párrafo uno... dos... de esta manera hasta el siete.

§1: El álbum comienza con el inicio de la lectura del testamento del patriarca en su mansión, estando presentes su tres hijos, dos gemelos y una niña que, a pesar de ser huérfana y estar infectada con la polio, ha sido criada por la familia como si fuera parte de la misma. 
Se presentan los sentimientos iniciales del patriarca a la hora de empezar con la redacción de su testamento. Se evidencia un cierto resentimiento del patriarca a su descendencia, tachándolos de arañas y falsos que aparentan estar tristes frente a la tumba de su progenitor.
§2: Aborda el frágil estado de la hija, enferma de polio, al momento de ser ingresada oficialmente a la casa. Se desvela que la hija es ilegítima, y fue producto de una infidelidad del patriarca con la criada del hogar. La madre de la casa demuestra una compasión muy profunda, accediendo a cuidar a la niña como si fuera suya. Madre cuyo amor por Dios y fuertes creencias conservadoras la llevaron a aceptar a la chica. Eso sí, pareciera ser que la madre no sabía absolutamente nada acerca de la infidelidad del patriarca, y tomaba este nacimiento como una mera irresponsabilidad de su criada.
Poco tiempo después la madre falleció, inundando de culpa al patriarca por haber guardado ese secreto (y así sería hasta el día que escribió su testamento). En cierto sentido, la prematura muerte de la madre la protegió de enterarse de su infidelidad, plantea el jefe del hogar. También pide el perdón de Dios, no solo por sus pecados y secretos en vida, sino por las terribles noticias que iba a traer a sus hijos en los próximos párrafos.
§3: Revela los complejos sentimientos del padre, enamorado de la criada, pero muy a sabiendas de las posibles consecuencias que este deseo carnal, unido a la posición subyugada de la criada con respecto a él iban a traer. Se siente maldito por la lujuria, mientras las mujeres se aseguran bajo la gracia de Dios 
También desvela como la herencia abundante puede llevar a terrible corrupción, pareciera que la mucama estaba seduciendo al patriarca para quedarse con su dinero. El final de la canción deja un mensaje positivo sobre la hija, que rápidamente se ganó el cariño de todos en la casa, sin embargo, la mucama fue exiliada, enterrando para siempre su secreto y vínculo amoroso.
§4: En esta canción el progenitor le habla directamente a sus hijos para entregarles la verdad y revelación más importante: Los gemelos no eran suyos. El patriarca culpa fervientemente a la madre de una maldición que hace que “su semilla” sea estéril. Frente a esta situación, permite a la madre mejor suerte con otro hombre, un donante, alguien que a los ojos del padre es un pobre y un olvidable. Él observa todo y un arranque increíble de suerte permite a la madre quedar embarazada. 
El personaje principal se arrepiente de que su esposa haya sido fecundada por otro hombre. Así que básicamente se arrepiente de los dos gemelos, y además, no son de su sangre. Se traga su orgullo porque es un caballero, y procede con su legado intacto, escondiendo toda su vida este secreto, criando a los gemelos como si fueran su descendencia.
§5: Durante este párrafo, el patriarca eleva a la hija como su única heredera legítima, la joya de la familia y única sucesora, mientras se lamenta de su lepra emocional, de sus terribles errores y de todo sentimiento que lo acecha. Cree que la revelación anterior le dará un lugar en el cielo y le liberará de su tormento en vida; sabe que como los gemelos no son de su sangre no le deben nada.
Los hermanos están completamente desesperados e intentando racionalizar estos hechos. Todo el esfuerzo del padre en preservar su estatus se quebrantó, su maldad latente salió a la luz y carcomió su legado. Escribe largo y tendido lo mucho que odia al verdadero padre de los gemelos por ser "de raza inferior", un sirviente para él, sintiendo pura humillación.
§6: En §6, el patriarca deja sus indicaciones para la joven. Entiende que le deja con una herencia corrompida y le pide por favor que la limpie, no es tarea fácil pero cree en la heredera y le regala un collar para que esté cerca de su corazón y que recuerda que la herencia no solo es material sino también emocional.
Le está pidiendo que cumpla con todo aquello que él no pudo cumplir, proyectando sus deseos rotos en un ser mucho más puro. También se hereda la deuda, en este caso es el honor de una familia entera.
§7: El futuro de los gemelos se revela: el padre les legó una serie de reliquias sin ningún valor monetario pero con valor emocional. El lo considera una victoria melancólica, pues es un triunfo a la herejía. Esa hija ilegítima que fue salvada del desastre total ahora hereda absolutamente todos los bienes, la mansión y el dinero. Confiado en su decisión y en que la redención llegará a su espíritu, se despide para siempre de sus hijos, acabando su inclemente testamento.
A Story Never Told: Ahora, la hija vive en la mansión del fallecido patriarca, lo tiene todo, el padre develó cada uno de los pecados que cometió en secreto y legó todo orgullosamente a su verdadera sangre. Entonces llega una carta de parte de la criada, su madre, quien le dice que el narcicismo de su supuesto padre nubló su razón, al igual que todas sus formas conservadoras. En realidad, la criada tuvo a la hija con otro hombre, todo este tiempo, por más de haber querido adjudicar la culpa de esto a la madre, el patriarca siempre fue estéril.

## Recepción
El álbum fue altamente elogiado tanto por la crítica y por los fans. Fue elogiado como un regreso a la forma, similar a trabajos anteriores como Ghost Reveries y Watershed , al mismo tiempo que ampliaba el sonido con infusión progresiva establecido en el catálogo reciente de la banda, especialmente desde Pale Communion . Las contribuciones de Ian Anderson también fueron destacadas.

## Lista de canciones
Todas las canciones escritas y compuestas por Mikael Åkerfeldt.

| Lista de canciones de The Last Will and Testament |                      |          |  |
| N.º                                               | Título               | Duración |  |
| 1.                                                | «§1»                 | 5:56     |  |
| 2.                                                | «§2»                 | 5:33     |  |
| 3.                                                | «§3»                 | 5:10     |  |
| 4.                                                | «§4»                 | 7:00     |  |
| 5.                                                | «§5»                 | 7:29     |  |
| 6.                                                | «§6»                 | 6:03     |  |
| 7.                                                | «§7»                 | 6:30     |  |
| 8.                                                | «A Story Never Told» | 7:11     |  |
| 50:56                                             |                      |          |  |

## Personal

### Opeth
- Mikael Åkerfeldt – Voz, Guitarra rítmica, Guitarra inglesa, Mellotron, FX, dirección de arte, concepto lírico
- Martín Méndez – Bajo, Coros
- Fredrik Åkesson – Guitarras, Coros
- Joakim Svalberg – Piano, Órgano hammond, Mellotron, Fender Rhodes, Coros, FX
- Waltteri Väyrynen – Batería, Percusión, Coros. [2]

#### Personal adicional[2]
- Ian Anderson – Flauta (§4, §7, A Story Never Told), Palabra hablada (§1, §2, §4, y §7)
- Joey Tempest – Coros (§2)
- Mia Westlund – Arpa (§4)
- Mirjam Åkerfeldt – Palabra hablada (§1)
- London Session Orchestra – Cuerdas
- Dave Stewart – Arreglos de cuerdas

#### Personal técnico[2]
- Stefan Boman, Joe Jones y Opeth – Ingeniería
- Stefan Boman, Mikael Åkerfeldt y Opeth – Mezcla
- Miles Showell – Masterización
- Kit Cunningham – Técnico de percusiones
- Travis Smith – Arte gráfico
- Terhi Ylimäinen – Fotografía
- Amanda Martinez, Independent Kostym – Vestuario